# Elina Switolina
Elina Mychajliwna Switolina; verheiratet Elina Mychajliwna Monfils (ukrainisch Еліна Михайлівна Світоліна; engl. Transkription Elina Svitolina; * 12. September 1994 in Odessa) ist eine ukrainische Tennisspielerin.

## Karriere
Switolina begann im Alter von fünf Jahren mit dem Tennisspielen und bevorzugt Rasenplätze.
Am 6. Juni 2010 gewann sie den Juniorinnenwettbewerb der French Open, als sie dort im Finale Ons Jabeur aus Tunesien mit 6:2, 7:5 besiegte.
Ihr erstes ITF-Turnier gewann sie 2010 an der Seite ihrer Landsfrau Kateryna Koslowa. 2011 folgten bei den ITF-Turnieren in Lagos und in Istanbul ihre ersten Einzeltitel.
Ihren ersten Titel auf der WTA Tour sicherte sich Switolina im November 2012 beim Challenger-Turnier in Pune. In La Marsa (Tunesien) und Telawi (Georgien) hatte sie zwei weitere ITF-Einzeltitel gewonnen. Im Januar 2013 war sie in Eilat (Israel) sowohl im Einzel als auch im Doppel erfolgreich. Damit verbesserte sie sich in der WTA-Weltrangliste erstmals unter die Top 100. Im Januar 2014 kletterte sie durch den Vorstoß in die dritte Runde der Australian Open bereits auf Platz 38. Im Juli 2014 gewann sie beim Hartplatzturnier in Baku, wo sie fast auf den Tag genau ein Jahr zuvor im Endspiel gegen Shahar Peer bereits siegreich war, ihren dritten Einzeltitel auf der Tour. Ihren vierten WTA-Titel gewann sie im Mai 2015 beim Sandplatzturnier in Marrakesch mit einem Endspielsieg über die Ungarin Tímea Babos.
Nach ihrem Finalsieg im März 2016 in Kuala Lumpur über Eugenie Bouchard kletterte sie auf Platz 14 der Weltrangliste; nach ihrem ersten Titelgewinn bei einem Premier-5-Turnier im Februar 2017 in Dubai stand sie mit Platz 10 zum ersten Mal in den Top Ten. Durch ihren Sieg beim Sandplatzturnier von Rom verbesserte sie sich im August 2017 auf Platz 4.
Seit 2012 spielt Switolina für die ukrainische Fed-Cup-Mannschaft, ihre Fed-Cup-Bilanz weist bislang 12 Siege bei 10 Niederlagen aus.
Am 11. Februar 2016 gab Switolina bekannt, dass sie ihr Trainerteam ab sofort mit der siebenmaligen Grand-Slam-Siegerin Justine Henin verstärken wird.
Im Jahr 2017 gelang Switolina schließlich der Durchbruch. Nach fünf Turniersiegen (in Taipeh, Dubai, Istanbul, Rom und Toronto) zählte sie zur absoluten Weltspitze; ab dem 11. September war sie vier Wochen lang die Nummer 3 der Welt.
Bei den Olympischen Spielen 2020 gewann sie gegen Jelena Rybakina die Bronzemedaille, nachdem sie das Halbfinale zuvor gegen Markéta Vondroušová verloren hatte.
Nach der Babypause gab sie am 3. April 2023 beim WTA-Turnier in Charleston ihr Comeback, unterstützt wurde sie dabei von ihrem neuen Trainer Raemon Sluiter. Sie verlor ihre Erstrundenbegegnung gegen Julija Putinzewa mit 7:63, 2:6, und 4:6.

## Persönliches
Im Rahmen der Australian Open 2019 wurde ihre Beziehung zum französischen Tennisspieler Gaël Monfils bekannt. Am 16. Juli 2021 hat das Paar in Genf geheiratet. Im Mai 2022 gab Switolina bekannt, im Oktober ihr erstes Kind, ein Mädchen, zu erwarten.

## Turniersiege

### Einzel
| Nr. | Datum              | Turnier       | Kategorie              | Belag             | Finalgegnerin           | Ergebnis       |
| --- | ------------------ | ------------- | ---------------------- | ----------------- | ----------------------- | -------------- |
| 1.  | 21. August 2011    | Istanbul      | ITF $10.000            | Hartplatz         | Anja Prislan            | 6:2, 6:75, 6:0 |
| 2.  | 22. Oktober 2011   | Lagos         | ITF $25.000            | Hartplatz         | Donna Vekić             | 6:4, 6:3       |
| 3.  | 24. März 2012      | La Marsa      | ITF $25.000            | Sand              | Isabella Schinikowa     | 7:66, 7:65     |
| 4.  | 30. September 2012 | Telawi        | ITF $50.000            | Sand              | Lessja Zurenko          | 6:1, 6:2       |
| 5.  | 11. November 2012  | Pune          | WTA Challenger         | Hartplatz         | Kimiko Date-Krumm       | 6:2, 6:3       |
| 6.  | 2. Februar 2013    | Eilat         | ITF $75.000            | Sand              | Marta Sirotkina         | 6:3, 3:6, 7:5  |
| 7.  | 28. Juli 2013      | Baku (1)      | WTA International      | Hartplatz         | Shahar Peer             | 6:4, 6:4       |
| 8.  | 3. August 2013     | Donezk        | ITF $75.000            | Hartplatz         | Tímea Babos             | 3:6, 6:2, 7:69 |
| 9.  | 27. Juli 2014      | Baku (2)      | WTA International      | Hartplatz         | Bojana Jovanovski       | 6:1, 7:62      |
| 10. | 2. Mai 2015        | Marrakesch    | WTA International      | Sand              | Tímea Babos             | 7:5, 7:63      |
| 11. | 6. März 2016       | Kuala Lumpur  | WTA International      | Hartplatz         | Eugenie Bouchard        | 6:75, 6:4, 7:5 |
| 12. | 5. Februar 2017    | Taipeh        | WTA International      | Hartplatz         | Peng Shuai              | 6:3, 6:2       |
| 13. | 25. Februar 2017   | Dubai (1)     | WTA Premier 5          | Hartplatz         | Caroline Wozniacki      | 6:4, 6:2       |
| 14. | 30. April 2017     | Istanbul      | WTA International      | Sand              | Elise Mertens           | 6:2, 6:4       |
| 15. | 21. Mai 2017       | Rom (1)       | WTA Premier 5          | Sand              | Simona Halep            | 4:6, 7:5, 6:1  |
| 16. | 13. August 2017    | Toronto       | WTA Premier 5          | Hartplatz         | Caroline Wozniacki      | 6:4, 6:0       |
| 17. | 6. Januar 2018     | Brisbane      | WTA Premier            | Hartplatz         | Aljaksandra Sasnowitsch | 6:2, 6:1       |
| 18. | 24. Februar 2018   | Dubai (2)     | WTA Premier            | Hartplatz         | Darja Kassatkina        | 6:4, 6:0       |
| 19. | 20. Mai 2018       | Rom (2)       | WTA Premier 5          | Sand              | Simona Halep            | 6:0, 6:4       |
| 20. | 28. Oktober 2018   | Singapur      | WTA Tour Championships | Hartplatz (Halle) | Sloane Stephens         | 3:6, 6:2, 6:2  |
| 21. | 8. März 2020       | Monterrey     | WTA International      | Hartplatz         | Marie Bouzková          | 7:5, 4:6, 6:4  |
| 22. | 26. September 2020 | Straßburg (1) | WTA International      | Sand              | Jelena Rybakina         | 6:4, 1:6, 6:2  |
| 23. | 28. August 2021    | Chicago       | WTA 250                | Hartplatz         | Alizé Cornet            | 7:5, 6:4       |
| 24. | 27. Mai 2023       | Straßburg (2) | WTA 250                | Sand              | Anna Blinkowa           | 6:2, 6:3       |
| 25. | 21. April 2025     | Rouen         | WTA 250                | Sand (Halle)      | Olga Danilović          | 6:4, 7:68      |

### Doppel
| Nr. | Datum           | Turnier  | Kategorie         | Belag     | Partnerin        | Finalgegnerinnen                        | Ergebnis         |
| --- | --------------- | -------- | ----------------- | --------- | ---------------- | --------------------------------------- | ---------------- |
| 1.  | 23. Juli 2010   | Charkiw  | ITF $25.000       | Sand      | Kateryna Koslowa | Walentina Iwachnenko Aljona Sotnykowa   | 6:3, 7:5         |
| 2.  | 1. Februar 2013 | Eilat    | ITF $75.000       | Hartplatz | Alla Kudrjawzewa | Corinna Dentoni Aljaksandra Sasnowitsch | 6:1, 6:3         |
| 3.  | 20. Juli 2014   | Istanbul | WTA International | Hartplatz | Misaki Doi       | Oksana Kalaschnikowa Paula Kania        | 6:4, 6:0         |
| 4.  | 26. Juli 2015   | Istanbul | WTA International | Hartplatz | Darja Gawrilowa  | Çağla Büyükakçay Jelena Janković        | 5:7, 6:1, [10:4] |

## Statistik

### Dameneinzel

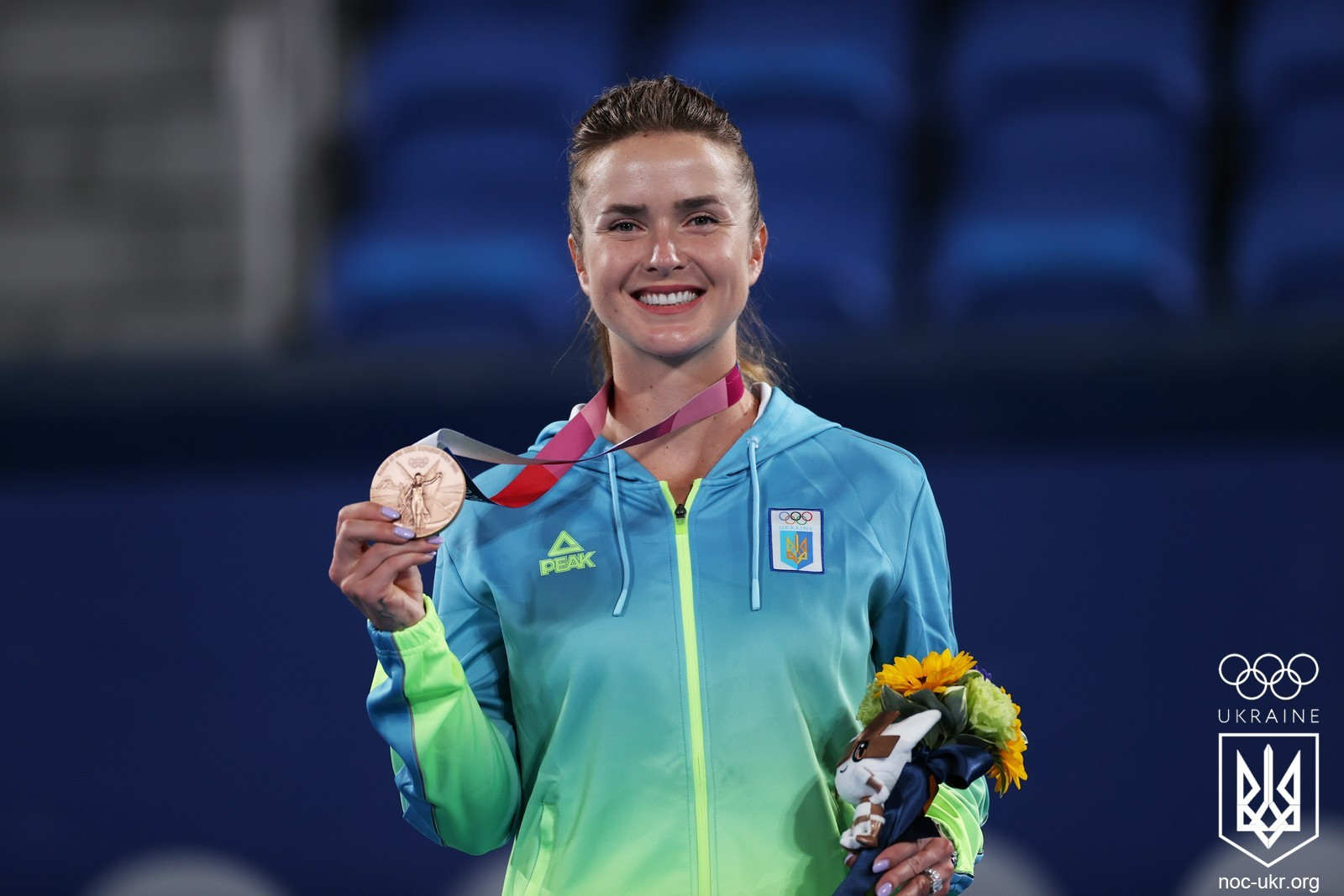
Elina Switolina beim Gewinn der Bronzemedaille bei den Olympischen Spielen 2020

Die Tabelle listet die Ergebnisse der Grand-Slam-Turniere, der Tour Championships, der Olympischen Spiele, des Fed Cups bzw. Billie Jean King Cups und der Turniere folgender Kategorien auf: 1990–2008: Tier I, 2009–2020: Premier Mandatory und Premier 5, ab 2021: WTA 1000.
| Turnier              | 2011 | 2012 | 2013 | 2014 | 2015 | 2016 | 2017 | 2018 | 2019 | 2020 | 2021 | 2022 | 2023 | 2024 | 2025 | Karriere |
| -------------------- | ---- | ---- | ---- | ---- | ---- | ---- | ---- | ---- | ---- | ---- | ---- | ---- | ---- | ---- | ---- | -------- |
| Australian Open      | —    | —    | 1    | 3    | 3    | 2    | 3    | VF   | VF   | 3    | AF   | 3    | —    | AF   | VF   | 3 × VF   |
| French Open          | Q1   | Q2   | 2    | 2    | VF   | AF   | VF   | 3    | 3    | VF   | 3    | —    | VF   | AF   | VF   | 5 × VF   |
| Wimbledon            | —    | Q1   | 1    | 1    | 2    | 2    | AF   | 1    | HF   |      | 2    | —    | HF   | VF   | 3    | 2 × HF   |
| US Open              | —    | 1    | 2    | 1    | 3    | 3    | AF   | AF   | HF   | —    | VF   | —    | 3    | 3    |      | 1 × HF   |
| WTA Finals           | —    | —    | —    | —    | —    | —    | RR   | S    | F    |      | —    | —    | —    | —    |      | 1 × S    |
| Doha                 |      | —    | —    | 1    |      | 1    |      | AF   |      | 2    |      | 1    |      | —    | 2    | 1 × AF   |
| Dubai                | —    |      |      |      | 2    |      | S    |      | HF   |      | 2    |      | —    | AF   | 2    | 1 × S    |
| Indian Wells         | —    | —    | 1    | 2    | AF   | 3    | AF   | 3    | HF   |      | AF   | 2    | —    | 3    | VF   | 1 × HF   |
| Miami                | —    | —    | Q2   | AF   | 3    | AF   | 2    | VF   | 2    |      | HF   | 2    | —    | 2    | AF   | 1 × HF   |
| Rom                  | —    | —    | —    | 1    | 2    | 1    | S    | S    | 2    | VF   | VF   | —    | 1    | AF   | VF   | 2 × S    |
| Madrid               | —    | —    | —    | 1    | 2    | 2    | 1    | 2    | 1    |      | 1    | —    | 1    | 2    | HF   | 1 × HF   |
| Cincinnati           | —    | —    | —    | VF   | HF   | 2    | AF   | VF   | AF   | —    | 2    | —    | —    | AF   | 2    | 1 × HF   |
| Kanada               | —    | —    | —    | —    | 1    | AF   | S    | HF   | VF   |      | 2    | —    | 1    | 2    | VF   | 1 × S    |
| Tokio                | —    | —    | 2    |      |      |      |      |      |      |      |      |      |      |      |      | 1 × 2R   |
| Wuhan                |      |      |      | HF   | AF   | 2    | —    | 2    | VF   |      |      |      |      | —    |      | 1 × HF   |
| Peking               | —    | —    | 1    | 2    | 2    | HF   | VF   | 1    | VF   |      |      |      | —    | —    |      | 1 × HF   |
| Guadalajara          |      |      |      |      |      |      |      |      |      |      |      | —    | —    |      |      | —        |
| Olympische Spiele    |      | —    |      |      |      | VF   |      |      |      | B    |      |      |      | AF   |      | 1 × B    |
| Billie Jean King Cup |      | PO   |      | —    | —    | —    | PO   | —    | —    | PO   | PO   |      |      |      |      | 3 × PO   |

Zeichenerklärung: S = Turniersieg; F, HF, VF, AF = Einzug ins Finale, Halb-, Viertel-, Achtelfinale; 1, 2, 3 = Ausscheiden in der 1., 2., 3. Haupt- / Finalrunde; Q1, Q2, Q3 = Ausscheiden in der 1., 2. 3. Qualifikationsrunde; RR = Round Robin (Gruppenphase); nicht ausgetragen oder andere Kategorie; PO (Playoff), P2 = Auf-/Abstiegsrunde zur Weltgruppe I/II im Fed Cup; W2, K1, K2, K3 = Teilnahme in der Weltgruppe II, Kontinentalgruppe I, II, III im Fed Cup.

### Damendoppel
| Turnier         | 2013 | 2014 | 2015 | 2016 | 2017 | 2018 | Karriere |
| --------------- | ---- | ---- | ---- | ---- | ---- | ---- | -------- |
| Australian Open | —    | 1    | —    | 1    | —    | —    | 1        |
| French Open     | —    | 2    | —    | 1    | —    | —    | 2        |
| Wimbledon       | —    | 1    | —    | 2    | —    | —    | 2        |
| US Open         | 1    | 2    | —    | 1    | —    | 1    | 2        |

### Mixed
| Turnier         | 2014 | 2015 | 2016 | 2017 | 2018 | Karriere |
| --------------- | ---- | ---- | ---- | ---- | ---- | -------- |
| Australian Open | —    | 1    | 1    | HF   | —    | HF       |
| French Open     | —    | AF   | —    | AF   | —    | AF       |
| Wimbledon       | AF   | 1    | 2    | —    | 2    | AF       |
| US Open         | 1    | 1    | —    | —    | AF   | AF       |

### Juniorinneneinzel
| Turnier         | 2009 | 2010 | 2011 | 2012 | Karriere |
| --------------- | ---- | ---- | ---- | ---- | -------- |
| Australian Open | —    | 1    | —    | —    | 1        |
| French Open     | —    | S    | —    | —    | S        |
| Wimbledon       | —    | 1    | —    | F    | F        |
| US Open         | 1    | AF   | —    | —    | AF       |

### Juniorinnendoppel
| Turnier         | 2010 | 2011 | 2012 | Karriere |
| --------------- | ---- | ---- | ---- | -------- |
| Australian Open | 1    | —    | —    | 1        |
| French Open     | HF   | —    | —    | HF       |
| Wimbledon       | F    | —    | HF   | F        |
| US Open         | 1    | —    | —    | 1        |

## Auszeichnungen
- WTA Comeback Player of the Year – 2023[7]